# روز حافظ
روز بیستم مهرماه در تقویم به نام شاعر نامدار خواجه شمس‌الدین محمد حافظ شیرازی رقم خورده و هر سال در این روز برنامه‌های مختلفی در آرامگاه وی و شهر شیراز برگزار می‌شود. کوروش کمالی سروستانی، پژوهشگر، زبان‌شناس و نویسنده که  روز بزرگداشت حافظ را به ثبت رسانده در خصوص چگونگی انتخاب این روز گفته است:
وقتی دیوان حافظ را ورق می‌زنیم صحبت از مهر، دوستی و محبت است. همچنین شأن حافظ در بین شاعران بسیار بالا است و نمره حافظ هم بیست است. بنابراین ۲۰ مهر روز بزرگداشت حافظ نام‌گذاری شد. مهر به معانی مختلف در دیوان حافظ بکار رفته است که جای مطالعه دقیق دارد که ببینیم این مهر به چه معنایی و مفاهیمی بکار رفته است.